# Бидзюра, Иван Павлович
Ива́н Па́влович Бидзю́ра (укр. Іван Павлович Бідзюра; род. 1 апреля 1957 года) — украинский учёный-политолог. Кандидат экономических наук (1999). Доктор политических наук (2006). Профессор. Академик Академии наук высшей школы Украины с 2010 года.

## Биография
Родился в крестьянской семье на Волыни.
В 1983 году окончил Украинскую сельскохозяйственную академию, в 2007 году — Национальную академию государственного управления при Президенте Украины. Работал на различных должностях в колхозе, экономистом-организатором, партийным работником, руководителем сельскохозяйственного предприятия, государственным служащим, педагогом высшей школы, директором института (учебного).
В 1996—2005 годах — заместитель председателя Киевской облгосадминистрации.
В 2000—2006 годах — доцент, профессор кафедры политических наук НПУ им. М. П. Драгоманова.
Ныне является директором Украинско-Азербайджанского института социальных наук и самоуправления им. Г. А. Алиева.
Кандидат экономических наук (1999), доктор политических наук (2006), доцент (2007).

## Научная деятельность
Автор 46 публикаций: монографий, учебно-методических разработок, научных статей. Имеет учеников и последователей. Член специализированных учёных советов.
Академик Украинской академии наук (2004), академик Академии наук социальных технологий и местного самоуправления (2007, Москва).

## Награды
- Почётная грамота Кабинета министров Украины (2000).
- Заслуженный работник сельского хозяйства Украины (2002).